# Jean-Charles Coubé
Jean-Charles Coubé ou Jean-Charles Coubé du Maynadal, est un homme politique français de la Révolution.

## Éléments biographiques
Né à une date inconnue et décédé après 1833, (probablement à Montmartre le 12 janvier 1845) , Jean-Charles Coubé est un homme de loi. Le 29 août 1791, il est élu cinquième député du Tarn sur dix, à l'Assemblée législative. Il siège alors à droite.
Lors de la séance du 4 juin 1792, il est dénoncé par Chabot, en même temps que les autres députés du Tarn, pour avoir publié un manifeste s'opposant à l'Assemblée. 

« Que nous importe d'avoir à gémir sous le sceptre doré d'un despote fier de l'antiquité de sa race, ou sous la verge de fer de 750 tyrans sans expérience et enivrés de leur élévation subite et passagère? Nous disons plus, c'est que si le mauvais génie de la France nous réduit à choisir entre la tyrannie d'un seul ou de plusieurs, le système est résolu en faveur de la royauté. [...] 
Ne dirait-on pas que nous sommes revenus aux jours des miracles du diacre Pâris, quand on voit des Jacobins et des Feuillants former des partis dans une assemblée qui a de si grands intérêts à traiter? »

— Manifeste des députés Tarnais
Le 13 juillet, alors que l'Assemblée débat sur la levée de la suspension du maire de Paris, Jérôme Pétion de Villeneuve, Jean-Charles Coubé s'insurge contre ce débat. Au nom de la droite, il propose alors une motion visant à transférer l'Assemblée dans une « ville du royaume qui respectera les lois », qui est rejetée.
Son mandat se termine le 20 septembre 1792. 
Après cette date rares sont les mentions de lui. Néanmoins, on retrouve un certain nombre de textes qui lui sont dus, et cela jusqu'en 1833. Ainsi, il s'adresse à certains administrateurs du Royaume dans des lettres, comme à des députés ou au Garde des Sceaux.

## Sources